# Lecithocera formosana
Lecithocera formosana is een vlinder uit de familie van de Lecithoceridae. De wetenschappelijke naam van de soort is voor het eerst geldig gepubliceerd door Shiraki.